# Gråkremling
Gråkremling (Asterophora parasitica) är en svampart som först beskrevs av Bull. ex Pers., och fick sitt nu gällande namn av Rolf Singer 1951. Gråkremling ingår i släktet Asterophora och familjen Lyophyllaceae.  Arten är reproducerande i Sverige. Inga underarter finns listade i Catalogue of Life.

## Källor

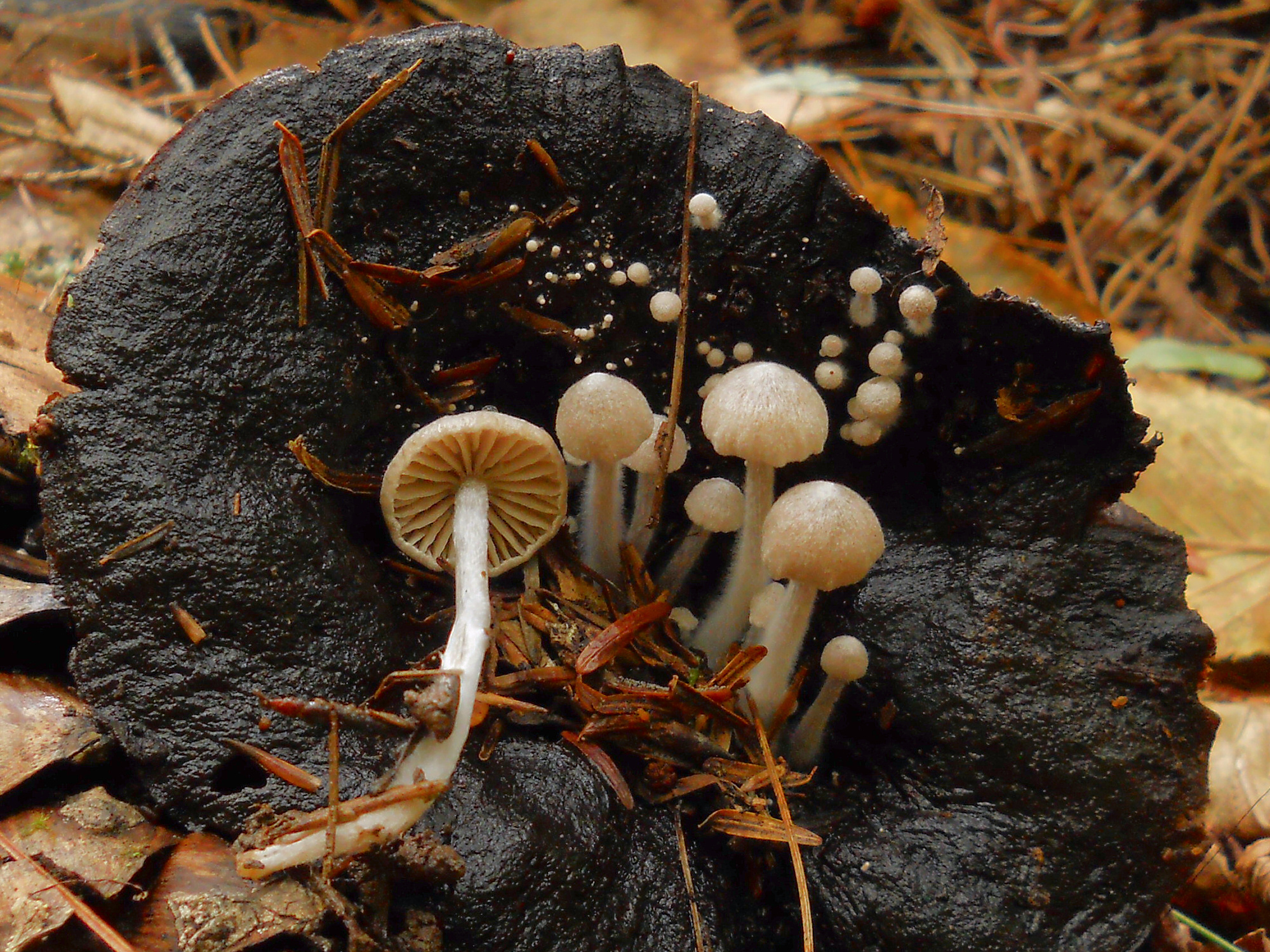
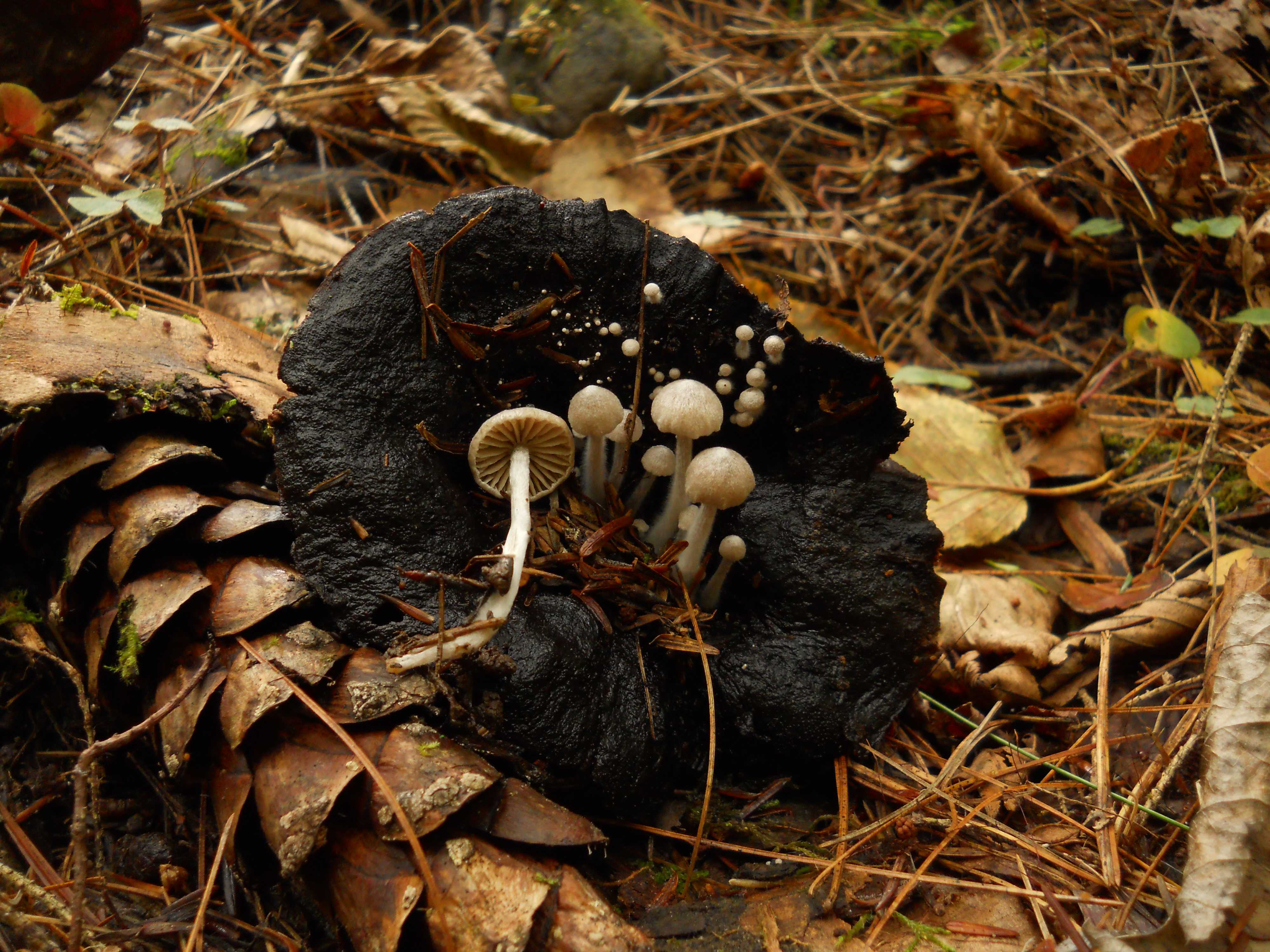
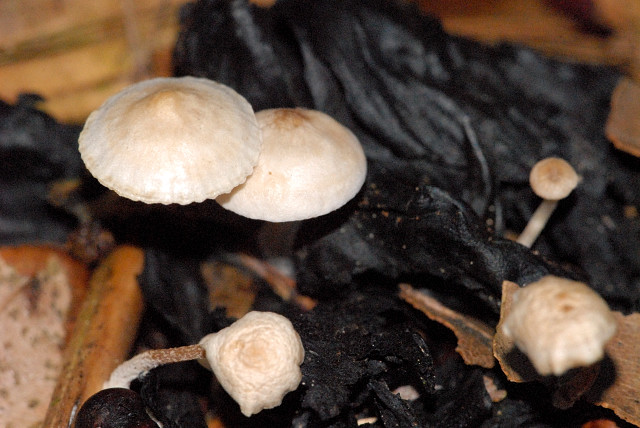
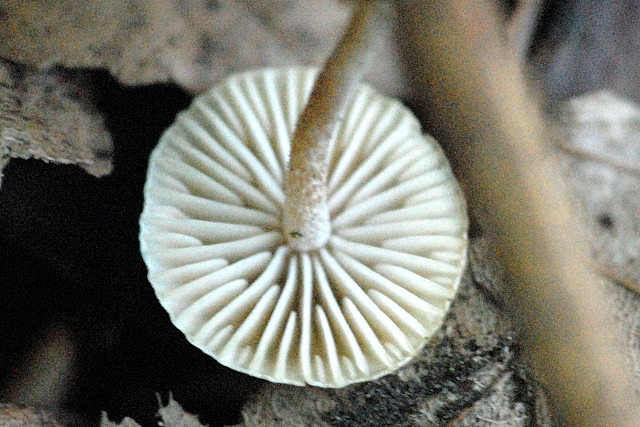
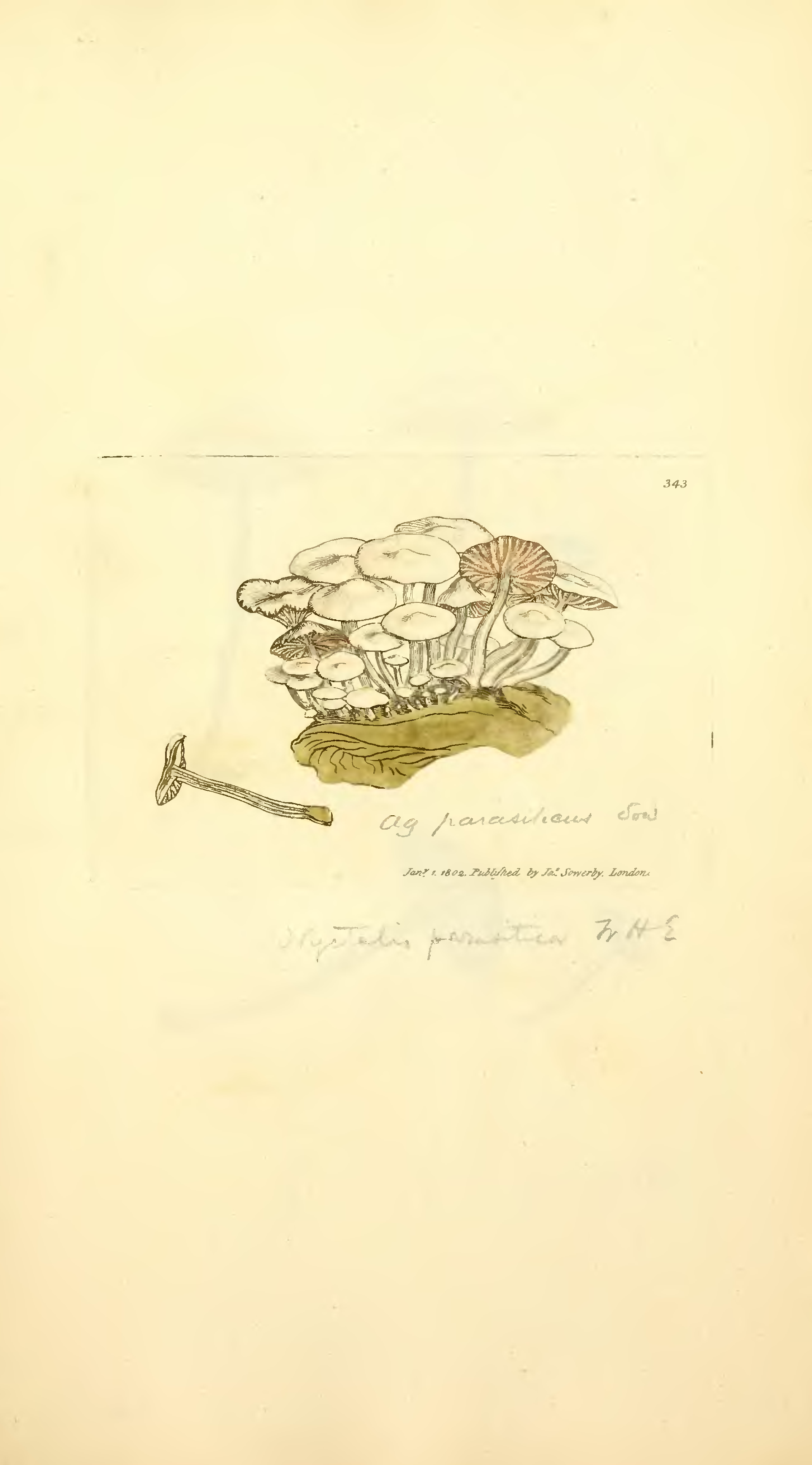